# Gmina Gozdowo
Gmina Gozdowo je polská vesnická gmina v okrese Sierpc v Mazovském vojvodství. Sídlem gminy je ves Gozdowo. V roce 2010 zde žilo 6 023 obyvatel..
Gmina má rozlohu 126,7 km², zabírá 14,86% rozlohy okresu. Skládá se z 31 starostenství.

## Starostenství
Antoniewo, Białuty, Bombalice, Bonisław, Bronoszewice, Cetlin, Czachorowo, Dzięgielewo, Głuchowo, Golejewo, Gozdowo, Kolczyn, Kowalewo-Boguszyce, Kowalewo Podborne, Kowalewo-Skorupki, Kozice-Smorzewo, Kuniewo, Kurówko, Lelice, Łysakowo, Miodusy, Ostrowy, Reczewo, Rempin, Rękawczyn, Rogienice, Rogieniczki, Rycharcice, Węgrzynowo, Zakrzewko, Zbójno